# Lithosia taishanica
Lithosia taishanica là một loài bướm đêm thuộc phân họ Arctiinae, họ Erebidae.